# Marian Dalmy
Marian Antal Dalmy (Denver, 25 november 1984) is een Amerikaans voetbalster. Ze speelt voor magicJack en het nationale vrouwenvoetbalteam van de Verenigde Staten. Ze is een verdediger.
Dalmy groeide op in Lakewood, Colorado en speelde schoolvoetbal op de Santa Clara Universiteit (Santa Clara Broncos), ze werd in 2006 uitgeroepen tot West Coast Conference Speler van het Jaar.
Dalmy speelde in twee wedstrijden voor het senior team in 2007 alvorens te worden benoemd als een late toevoeging aan het 2007 World FIFA Women's Cup selectie voor het USWNT.
Dalmy's oudoom Imre Antal speelde in 1938 in het Hongaars voetbalelftal.

## Clubcarrière
| Jaar         | Club              |
| ------------ | ----------------- |
| 2002 - 2004  | Denver Diamonds   |
| 2009 - 2010  | Chicago Red Stars |
| 2011 – heden | magicJack         |